# Yankari-Spitzmaus
Die Yankari-Spitzmaus (Crocidura yankariensis) ist eine afrikanische Spitzmausart aus der Gattung der Weißzahnspitzmäuse (Crocidura). Der Artname bezieht sich auf das Yankari Game Reserve im Nordosten Nigerias, wo der ungarische Zoologe Andres Demeter 1978 den Holotypus gefunden hatte.

## Merkmale
Die Yankari-Spitzmaus erreicht eine Gesamtlänge von 52 bis 66 mm, eine Schwanzlänge von 35 bis 41 mm, eine Hinterfußlänge von 9 bis 10 mm, eine Ohrenlänge von 6 bis 8 mm, eine Schädellänge von 18,4 bis 19,5 mm und eine Schädelbreite von 8,2 bis 8,5 mm. Die gesamte Länge der oberen Zahnreihe vom ersten Schneidezahn bis zum dritten Mahlzahn beträgt durchschnittlich 8,2 mm. Ein gewogenes Exemplar hatte ein Gewicht 4,5 g. Das Fell ist kurz und mit 2 bis 3 mm langen Haaren bedeckt. Das Rückenfell ist olivbraun, wobei die Haarbasis grau und die Haarspitzen braun sind. Das Bauchfell ist rauchgrau oder grauoliv. Die Färbung des Rücken- und des Bauchfells geht ohne Abgrenzung in einander über. Die Schnauze ist von der Nasenspitze bis zu den Augen mit feinen Härchen bedeckt und hat keine langen Vibrissen. Die langen Ohren sind mit kurzen feinen Härchen bedeckt. An den Innenfalten befinden sich steife Borsten. Die Vorder- und Hinterfüße sind weiß. Im Gegensatz zu ähnlichen Spitzmausarten hat der untere Bereich der Hintergliedmaßen keine braunen Haare. Der Schwanzlänge beträgt 67 Prozent der Gesamtlänge. Der Schwanz ist zweifarbig, braun an der Oberseite und weiß an der Unterseite. Die Behaarung beträgt nahezu 100 Prozent. In Äthiopien wurde ein Exemplar entdeckt, bei dem das Rückenfell tief rötlichbraun und das Bauchfell hellgrau war. Das Schädelprofil neigt sich an der Vorderseite langsam nach oben und ist an der Hinterseite scharf nach unten abgewinkelt. Der Karyotyp beträgt 2n=68, FN=122. Die Anzahl der Zitzen ist unbekannt.

## Verbreitungsgebiet

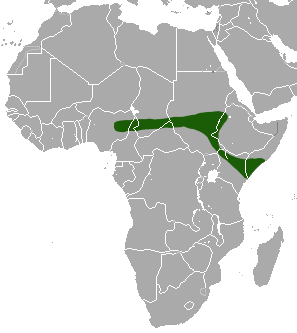
Verbreitungsgebiet (grün) der Yankari-Spitzmaus. (Die Karte zeigt nur grob den Bereich, in dem die Art nachgewiesen wurde. Das tatsächliche Verbreitungsgebiet ist zersplittert und im Detail unbekannt.)

Die Yankari-Spitzmaus hat ein zersplittertes Verbreitungsgebiet, das Nigeria, Kamerun, Sudan, Äthiopien, Somalia und Kenia umfasst.

## Lebensraum und Lebensweise
Die Yankari-Spitzmaus bewohnt vornehmlich die Trockensavanne. Ein Exemplar aus Äthiopien wurde jedoch zwischen Büschen und Felsbrocken in der Feuchtsavanne entdeckt, die gewöhnlich während der Regenzeit wasserdurchtränkt ist. Über ihre Lebensweise ist nur wenig bekannt.

## Status
Die Yankari-Spitzmaus wird von der IUCN als „nicht gefährdet“ (least concern) klassifiziert. Sie hat ein weites Verbreitungsgebiet und Bedrohungen sind gegenwärtig nicht bekannt. Informationen über ihre Häufigkeit und ihren Bestand liegen jedoch nicht vor.